# Karl Bittel (Historiker)
Karl Bittel (* 22. Juni 1892 in Darmstadt; † 18. April 1969 in Ost-Berlin) war ein deutscher marxistischer Historiker und Journalist.

## Leben
Karl Bittel war der Sohn des Bankbeamten Peter Bittel und dessen Ehefrau Clara, geb. Koch. Er besuchte die Vorschule in Darmstadt und die Oberrealschule in Freiburg im Breisgau, wo er 1911 das Abitur machte. Seit 1909 war er Mitglied im Wandervogel und dort Mitbegründer der Freiburger Ortsgruppe und Herausgeber von Wandervogelschriften. Nach dem Abitur studierte er von 1911 bis 1915 Rechtswissenschaften und Geschichte an den Universitäten Heidelberg, Freiburg und Tübingen. In Tübingen trat er in die Deutsche Akademische Freischar ein. 1915 wurde er in Tübingen mit einer Arbeit über Eduard Pfeiffer und die dt. Konsumgenossenschaftsbewegung zum Dr. rer. pol. promoviert.
Bittel volontierte bei der Freiburger Volksstimme und war von 1913 bis 1916 Sekretär beim Konsumverein Esslingen. Gleichzeitig publizierte er zum Thema Genossenschaften. Während der Novemberrevolution war er Mitglied des Arbeiter- und Soldatenrats in Karlsruhe. Bittel wurde 1919 Mitglied der KPD. Er war Dozent an der Zentralen Parteischule der KPD in Jena 1920 und danach Redakteur der Zeitung Kämpfer in Chemnitz. 1922 wurde er Leiter der Genossenschaftsabteilung des ZK der KPD. Für die KPD war er Stadtverordneter in Weißenfels (1922). 1923 wurde er Delegierter auf dem 1. Weltkongress der Bauernorganisation der Kommunistische Internationale, der Krestintern. Bis 1927 hielt er sich in der UdSSR auf und war Sekretär der COOP-Sektion des EKKI. Nach Deutschland kehrte er 1928 zurück. Zwischen 1928 und 1933 war er Leiter des Organisationsbüros der sowjetischen Handelsvertretung und in gleicher Funktion bei der deutsch-sowjetischen DEROP AG in Berlin. Nach der Machtübergabe an Adolf Hitler am 30. Januar 1933 floh Bittel nach Ludwigshafen am Bodensee. Im Mai 1933 wurde er von der Gestapo am Bodensee verhaftet und bis 1934 im KZ Heuberg und KZ Ulm inhaftiert. Von 1934 bis 1945 stand er unter Polizeiaufsicht.
1945 wurde er Mitglied des Sekretariats und der Landesleitung der KPD Baden sowie Vorsitzender der VVN in Baden. Außerdem wurde er Mitbegründer und Lizenzträger der KPD-Zeitung Unser Tag in Offenburg (1946 bis 1948).
Im Mai 1949, nach Gründung der Bundesrepublik Deutschland, übersiedelte er in die Sowjetische Besatzungszone. Zwischen 1949 und 1957 leitete er das Deutsche Institut für Zeitgeschichte und war Chefredakteur der Zeitschrift Dokumentation der Zeit.
Von 1951 bis 1953 übte er das Amt des 1. Vorsitzenden des Verbandes der deutschen Presse aus. An der Karl-Marx-Universität war er Honorarprofessor und seit 1957 Ordinarius für Allgemeine Geschichte der neuesten Zeit an der Humboldt-Universität. 1957 gab er Gastvorlesungen in der UdSSR. Schließlich wurde er 1958 wissenschaftlicher Berater des Ministers für Auswärtige Angelegenheiten der DDR. Von 1963 bis 1969 gehörte er dem Präsidium des Kulturbundes im Bezirk Rostock an. Seit 1964 wohnte er in Ahrenshoop.
Karl Bittel hat zusammen mit einer kleinen Gruppe Gleichgesinnter die Ausrichtung der historischen Seminare und Institute in der DDR nach den Vorgaben der SED vorangetrieben. Die „Zunft“ der DDR-Historiker stand dabei zunächst keineswegs in der marxistischen Tradition. Nach Angaben von Lothar Mertens habe Bittel – ähnlich wie Horst Bartel, Walter Bartel, Rudolf Lindau und Albert Schreiner – jedoch die nötig fachwissenschaftliche Kompetenz gefehlt, sodass er mit den genannten anderen sogar parteiintern als reiner Propagandist angesehen worden sei.

## Ehrungen
- Vaterländischer Verdienstorden in Silber 1954
- Medaille Kämpfer gegen den Faschismus 1958
- Karl-Marx-Orden 1962
- Fritz-Heckert-Medaille
- Franz-Mehring-Medaille
- Dr.-Karl-Bittel-Straße in Rostock; 1991 umbenannt in Wolgaster Straße[5]

## Schriften (Auswahl)
- Eduard Pfeiffer und die deutsche Konsumgenossenschaftsbewegung, Schriften des Vereins für Socialpolitik, Bd. 151/1, München und Leipzig 1915
- Die Geschichte des Konsum- und Sparvereins Eßlingen am Neckar. Zum fünfzigjährigen Bestehen 1865 - 1915, Esslingen 1915
- Hrsg. u. Redakteur: Genossenschaftliche Kultur. Eine Flugschriftensammlung der Gesellschaft für genossenschaftliche Kultur, Wilhelm Langguth, Esslingen 1915–1916
- Hrsg. u. Redakteur: Der Freistaat. Freideutsche Flugschriften zum Sozialismus, Karlsruhe 1918
- Hrsg. u. Redakteur: Politische Rundbriefe, Esslingen 1918–1921
- Hrsg. u. Redakteur: Süddeutsche Arbeiter-Zeitung, Fortsetzung der politischen Rundbriefe, Verlag Dr. Karl Bittel, Esslingen, erste Nummer vom 31. Oktober 1921
- Hrsg. u. Redakteur: Der kommunistische Genossenschaftler, 1919–1924
- Hrsg. u. Redakteur: Die Genossenschaft im Klassenkampf, 1924
- Hrsg.: DEROP-Blätter, Hauszeitschrift der Deutschen Vertriebsgesellschaft für Russische Öl-Produkte, Berlin 1931/32
- Sernatinger Chronik, Karlsruhe 1939
- Der berühmte Herr Doctor Mesmer 1734-1815, Feyel, Überlingen 1939
- Rudolf Tischner, Karl Bittel: Mesmer und sein Problem. Magnetismus, Suggestion, Hypnose, Hippokrates Verlag, Stuttgart 1941
- Wilhelm Wolff: Der Aufruhr der Weber in Schlesien (Juni 1844) und andere Schriften. Mit einer Einleitung von Karl Bittel, (Schriftenreihe für journalistische Schulung. Hrsg. vom Verband der Deutschen Presse), Berlin 1952 (2. erw. Aufl. 1952)
- Die Feinde der deutschen Nation. Eine historische Dokumentation über die Deutschlandpolitik der imperialistischen Westmächte von 1942 - 1949, Berlin 1952 (fünf Auflagen bis 1955)
- Karl Marx als Journalist, Aufbau Verlag, Berlin 1953
- Paracelsus und seine Vaterstadt Villach, Klagenfurt 1953
- Arbeit und Aufgaben des Deutschen Instituts für Zeitgeschichte in Berlin. In: Zeitschrift für Geschichtswissenschaft 4 (1956), S. 1253–1255
- Hrsg.: Der Kommunistenprozeß zu Köln 1852 im Spiegel der zeitgenössischen Presse, Rütten & Loening, Berlin 1955
- Der Landbote von Georg Büchner. In: Neue deutsche Presse, 9. Jg. 1955, Nr. 9, S. 4–8.
- Zeitgeschichte als Wissenschaft, Berlin 1956
- Ein deutscher Staatenbund (Konföderation), Berlin 1957
- Atomwaffenfreie Zone in Europa, Berlin 1958
- Spaltung und Wiedervereinigung Deutschlands, zwei Teilbände, Berlin 1958 und 1959
- Alliierter Kontrollrat und Außenministerkonferenzen. Aus der Praxis der Deutschlandpolitik der vier Mächte seit 1945, Berlin 1959
- Der Warschauer Vertrag über Freundschaft, Zusammenarbeit und gegenseitigen Beistand, Berlin 1960
- Der Revanchismus als Kriegsvorbereitung in der Bonner Bundesrepublik, Berlin 1961
- Wir klagen an!: die Wahrheit über die faschistischen Konzentrationslager im Ostseegebiet; eine kurze Führung durch die Ausstellung anlässlich der Ostseewoche vom 10.7.-13.8.1966 im Haus der Nationalen Volksarmee, Stralsund, Ahrenshoop 1966

## Nachlass
- Kreisarchiv Schloß Salem (Nachlässe und Deposita: Karl Bittel (1892–1969))